# Electroplankton
Electroplankton (エレクトロプランクトン?) è un videogioco di tipo musicale, sviluppato da Indies Zero e pubblicato dalla Nintendo nel 2005 per la console Nintendo DS.
In questo gioco bisogna interagire con plancton animati e creare musica attraverso uno dei dieci diversi plancton. La prima edizione di Electroplankton è stato venduto in Giappone insieme ad un set di cuffie auricolari di colore blu.

## Altre versioni
- Electroplankton Trapy (NDS)
- Electroplankton Hanenbow (NDS)
- Electroplankton Nanocarp (NDS)
- Electroplankton Beatnes (NDS)
- Electroplankton Rec-Rec (NDS)
- Electroplankton Lumiloop (NDS)
- Electroplankton Luminarrow (NDS)
- Electroplankton Sun-Animalcule (NDS)
- Electroplankton Marine-Crystals (NDS)
- Electroplankton Varvoice (NDS)